# Малый Улом
Малый Улом — река в России, протекает в Республике Коми, Архангельской области. Является правой составляющей реки Улом (бассейн Северной Двины).

## География
Устье реки находится в 16 км по правому берегу реки Улом. Длина реки составляет 14 км. Река течёт по лесной, ненаселённой местности. Малый Улом вытекает из болот на юго-востоке Вилегодского района Архангельской области. Через 5 км течения входит в пределы Сысольского района Республики Коми. Малый Улом описывает большую петлю, поскольку от истока изначально течёт на юг, а в среднем течении резко разворачивается на запад и так течёт до слияния с рекой Большой Улом. Вместе с Большим Уломом образует реку Улом.

## Данные водного реестра
По данным государственного водного реестра России относится к Двинско-Печорскому бассейновому округу, водохозяйственный участок реки — Вычегда от города Сыктывкар и до устья, речной подбассейн реки — Вычегда. Речной бассейн реки — Северная Двина.
Код объекта в государственном водном реестре — 03020200212103000024655.